# Teresa Werner
Teresa Maria Rafaela Werner (* 1981 in Nürnberg) ist eine deutsche Maschinenbauingenieurin und Hochschullehrerin.

## Leben und Wirken
Werner studierte nach dem Abitur ab 1999 Maschinenbau an der Friedrich-Alexander-Universität Erlangen-Nürnberg und schloss das Studium im Jahr 2004 ab. Danach war sie an der Universität bis 2013 zuerst wissenschaftliche Mitarbeiterin am Lehrstuhl für Qualitätsmanagement und Fertigungsmesstechnik und später am Lehrstuhl für Fertigungsmesstechnik. Anschließend war sie Gastwissenschaftlerin am State Key Laboratory of Metrology der Tianjin-Universität in China tätig. 
2014 wurde sie Lehrbeauftragte der an der Universität Erlangen und war als akademische Rätin mit Koordinator der Arbeitsgruppe Qualitätswissenschaft beauftragt. Lehrbeauftragte war sie auch an der Hochschule für angewandte Wissenschaften Coburg. 2016 wurde sie als Professorin für Qualitätsmanagement/Fertigungsmesstechnik an die Westsächsische Hochschule Zwickau berufen.
Im ursprünglich von Walter Masing herausgegebenen Handbuchklassiker und Standardwerk Masings Handbuch Qualitätsmanagement zum Thema Qualitätsmanagement ist sie zusammen mit Albert Weckenmann für das Thema Messen und Prüfen die Autorin.

## Forschung
Werner beschäftigt sich unter anderem mit Messstrategien für die Prüfung von Oberflächeneigenschaften. Dabei arbeitet sie besonders an den  Grundlagen der Fertigungsmesstechnik für die industrielle Praxis und die statistische Auswertung von Messdaten einschließlich Bestimmung der Messunsicherheiten sowie die Auswahl und Anwendung von Qualitätstechniken im Produktlebenszyklus.